# Пикайзен, Виктор Александрович
Ви́ктор Алекса́ндрович Пика́йзен (15 февраля 1933, Киев — 6 июля 2023) — советский и российский скрипач и музыкальный педагог, лауреат международных конкурсов, заслуженный артист РСФСР (1979), народный артист РСФСР (1989), профессор Московской консерватории.

## Биография
Обучаться игре на скрипке начал с пяти лет, в 1939—1941 годах.
Учился в Музыкальной школе при Киевской консерватории, в 1941—1944 гг. — в эвакуации в Алма-Ате, затем — в Московской средней специальной музыкальной школе им. Гнесиных в классе Давида Ойстраха. У Ойстраха же Пикайзен обучался и в Московской консерватории, в 1960 году окончил аспирантуру. Он единственный ученик Ойстраха, который прошёл обучение от школы до конца аспирантуры. С начала 1960-х годов вёл активную концертную деятельность. Один из немногих, кто исполнил 78 раз все каприсы Паганини на различных концертах, последний был в 2004 году в Милане с большим успехом.
Обладатель вторых премий на конкурсах в Праге (1949), Париже (1957), Москве (Конкурс имени Чайковского, 1958), победитель конкурса имени Паганини в 1965 году. С 1966 по 1986 и с 2006 по 2016 преподавал в Московской консерватории, с 1993 г. — профессор Государственной консерватории в Анкаре (Турция). Также преподавал на кафедре скрипки в МГИМ им. Шнитке и ЦМШ при Московской консерватории. Приглашался в жюри различных конкурсов.
Среди учеников: К. Блезань (ПНР), А. Ганс (Франция), Б. Котмел (Чехия), В. Седов, А.Ведякова, Ю. Ревич, Н. Цинман, Т. Мартынова.

## Творчество
Игра Пикайзена отличалась высокой техникой и благородством стиля. Особую известность получили его исполнения сочинений для скрипки соло И. С. Баха и Никколо Паганини. В его репертуар также входили классические концерты для скрипки и произведения современных авторов — Бартока, Хачатуряна, Вайнберга и др. Пикайзену посвящен один из наиболее значимых в музыке XX века скрипичный концерт Б. Чайковского, премьера которого состоялась в Большом зале Московской консерватории 25 апреля 1970 г. (дирижёр К. Кондрашин).

## Семья
- Дочь — пианистка Татьяна Пикайзен
- Внук — скрипач Игорь Пикайзен